# Hugo Vilches
Hugo Alejandro Héctor Vilches Manuguian (Santiago, 27 de febrero de 1969) es un exfutbolista y entrenador profesional chileno.

## Trayectoria

### Como futbolista
Producto de las divisiones inferiores de Universidad de Chile, jugó tres temporadas en el conjunto laico entre 1988 y 1990, formando parte del plantel que obtuvo el título de la Primera B en 1989. También jugó para Rangers en 1991.

### Como entrenador
Comenzó dirigiendo equipos juveniles en España. De regreso a Chile, trabajó para el Club Oriente de Fútbol, en Chicureo, Santiago entre 2004 y 2005. Luego, trabajo en las divisiones inferiores de Universidad de Chile entre 2005 y 2018, participando en el proceso formativo de jugadores como Igor Lichnovsky, Ángelo Henríquez, Sebastián Martínez, entre otros. También dirigió a las selecciones chilenas sub-15 y sub-18.
El año 2012 asumió como ayudante técnico de Arturo Salah en Santiago Wanderers. Para la temporada siguiente, dirigió a Barnechea de la Primera B chilena, en donde logró un inédito ascenso a la división de honor del fútbol chileno derrotando por penales a San Luis.Luego de la primera fecha del Torneo Clausura 2014 en donde fue derrotado 0:3 por Santiago Wanderers, renunció a la banca del conjunto huaicochero, aduciendo diferencias con la directiva en la visión para mantener al club en Primera División.
En diciembre de 2014 es anunciado como nuevo entrenador de Huachipato de la Primera División chilena, logrando clasificar al equipo acerero a la Copa Sudamericana 2015.Pese a tener dos años más de contrato, en diciembre de 2015 es anunciada su desvinculación del equipo de Talcahuano, debido al pobre rendimiento en el torneo local. En septiembre de 2016, es contratado por Audax Italiano de la Primera División chilena.Luego de una buena campaña local y una clasificación a Copa Sudamericana 2018, tras una seguidilla de derrotas en el campeonato de primera división y la eliminación en Copa Sudamericana ante Botafogo, fue despedido de la banca itálica en abril de 2018.
En diciembre de 2018 es anunciado como el nuevo entrenador de Deportes Temuco, recientemente descendido a la Primera B chilena, con la idea de regresar a la división de honor.En septiembre de 2019, con 21 fechas transcurridas y una racha de 5 partidos sin ganar, es desvinculado del equipo temuquense.En octubre del mismo año, reemplaza a Dalcio Giovagnoli en el banco de Curicó Unido de la Primera División.Tras dirigir un solo partido, derrota ante Everton y luego de la suspensión del torneo debido al Estallido social en Chile, en diciembre se anuncia su salida del banco del equipo tortero.

## Clubes

### Como jugador
| Club                 | País  | Año       |
| -------------------- | ----- | --------- |
| Universidad de Chile | Chile | 1988-1990 |
| Rangers              | Chile | 1991      |

### Como ayudante técnico
| Club               | País  | Año       | Ayudante de  |
| ------------------ | ----- | --------- | ------------ |
| Santiago Wanderers | Chile | 2012-2013 | Arturo Salah |

### Como entrenador
| Club                      | País  | Año       | PJ  | PG | PE | PP | Efectividad |
| ------------------------- | ----- | --------- | --- | -- | -- | -- | ----------- |
| Selección sub-18 de Chile | Chile | 2008-2009 | 4   | 1  | 1  | 2  | 33.33%      |
| AC Barnechea              | Chile | 2013-2014 | 59  | 19 | 18 | 20 | 42.37%      |
| Huachipato                | Chile | 2015      | 42  | 18 | 10 | 14 | 50.8%       |
| Audax Italiano            | Chile | 2016-2018 | 59  | 21 | 14 | 24 | 43.5%       |
| Deportes Temuco           | Chile | 2019      | 25  | 8  | 10 | 7  | 45.33%      |
| Curicó Unido              | Chile | 2019      | 1   | 0  | 0  | 1  | 0%          |
| Total                     | Total | Total     | 190 | 67 | 53 | 68 | 44.56%      |

## Palmarés

### Como jugador

#### Campeonatos nacionales
| Título    | Club                 | País  | Año  |
| --------- | -------------------- | ----- | ---- |
| Primera B | Universidad de Chile | Chile | 1989 |